# Sperrtor Marientor

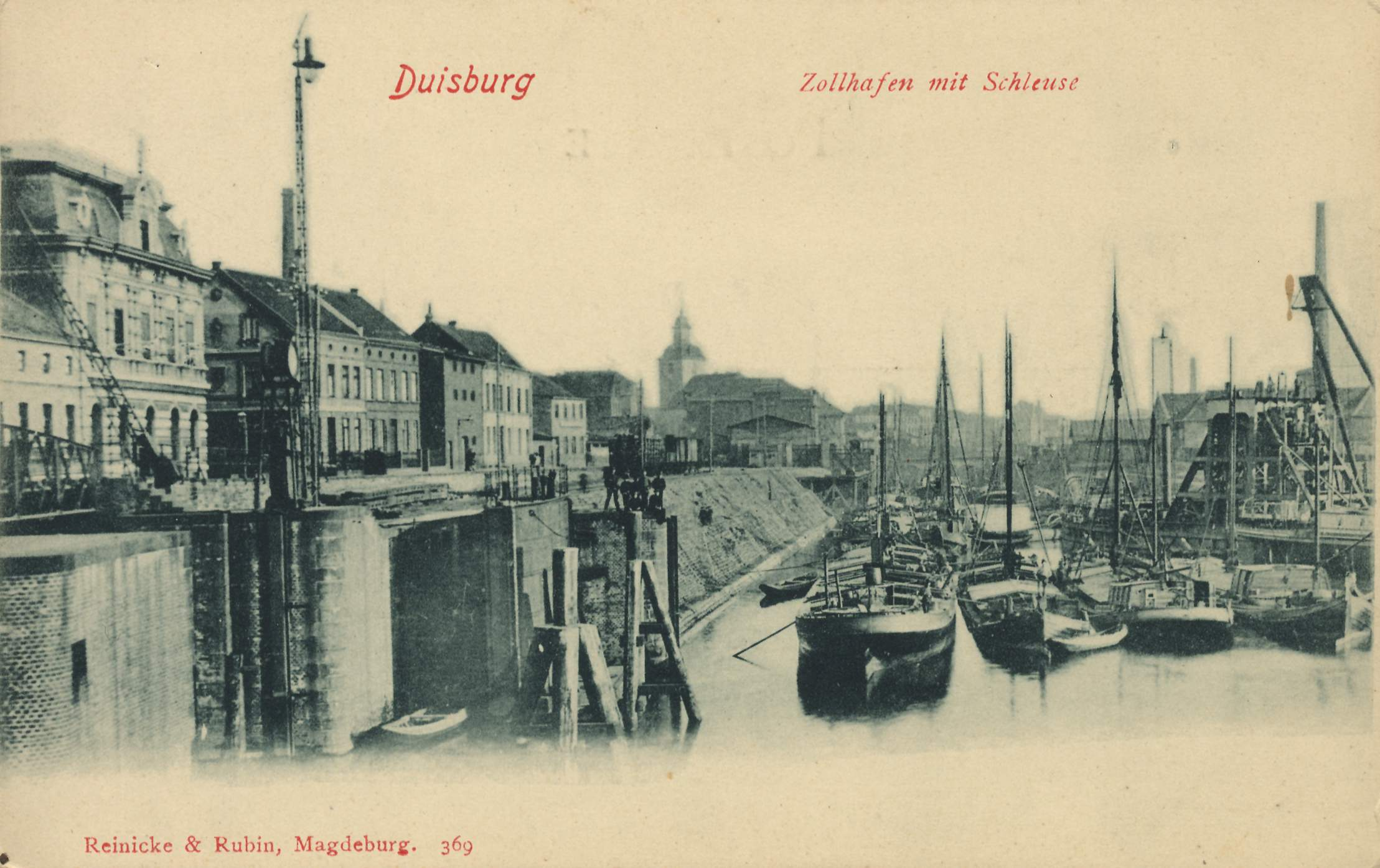
Historischer Zollhafen mit Schleuse

Das Sperrtor Marientor ist ein Sperrwerk zwischen dem Duisburger Außen- und Innenhafen. Es schützt die tief gelegene Duisburger Innenstadt vor Rheinhochwasser.
Das historische Marientor lag am Dickelsbach, der dortige Uferbereich wurde für den Handel benutzt. Beim Bau des Rheinkanals wurde hinter dem Bachzufluss ein Sperrwerk gegen den Rhein errichtet. 1828 wurde daneben das Hauptsteueramt für den Zollhafen gebaut. Im Dezember 1847 zerstörte ein Hochwasser die Marientorbrücke und das Sperrwerk. Nachdem zunächst nur eine Notbrücke errichtet worden war, baute man von 1854 bis 1855 eine neue Sperrschleuse an der neuen Marientorbrücke, der Durchlass war 25 Fuß breit. Zwischen 1882 und 1885 wurden Sperrwerk und Brücke nochmals erneuert, diesmal war der Durchlass 11 Meter breit. 1924 konnte die alte Schleuse das Hochwasser nicht von der Innenstadt fernhalten, sodass von 1926 bis 1929 das heutige Sperrwerk errichtet wurde.
Das Sperrwerk wird heute noch benutzt, bei einem Pegelstand von 8,50 Metern am Ruhrorter Pegel wird es geschlossen. Die ursprünglich am Sperrwerk vorhandene Pegelanzeige wurde in den 1960er Jahren eingestellt.